# Aleksej Rybalkin
Aleksej Vladimirovič Rybalkin (in russo Алексей Владимирович Рыбалкин?; Taganrog, 16 novembre 1993) è un ciclista su strada russo, professionista dal 2016.

## Palmarès

### Strada
- 2011 (Juniores, quattro vittorie)

1ª tappa Kroz Istru (Rovigno > Pinguente)
2ª tappa Kroz Istru (Umago > Albona)
Classifica generale Kroz Istru
2ª tappa - parte b Vuelta al Besaya (Santander > Bostronizo)
- 2012 (Juniores, tre vittorie)

2ª tappa Vuelta al Bidasoa (Hondarribia > Hondarribia)
4ª tappa Vuelta al Bidasoa (Irun > Irun)
Classifica generale Vuelta al Bidasoa

#### Altri successi
- 2014 (Lokosphinx)

Classifica scalatori Volta a Portugal do Futuro
- 2015 (Lokosphinx)

Classifica giovani Vuelta a la Comunidad de Madrid
Classifica giovani Volta a Portugal

## Piazzamenti

### Grandi Giri
- Giro d'Italia

2016: 106º

### Classiche monumento
- Giro di Lombardia

2019: ritirato
2020: 62º

### Competizioni mondiali
- Campionati del mondo

Copenaghen 2011 - In linea Junior: 66º
Ponferrada 2014 - In linea Under-23: 76º

### Competizioni europee
- Campionati europei

Offida 2011 - Cronometro Junior: 3º
Offida 2011 - In linea Junior: 5º